# Focus (часопис)
Focus (Фокус) — сучасний німецький суспільно-політичний часопис. Заснований 18 січня 1993 року. ISSN 0943-7576
Разом із журналами Spiegel та Stern входить у трійку найбільш авторитетних та популярних сучасних політичних часописів Німеччини. Періодичність — щотижневик (виходить по понеділках).
- Кількість примірників кожного видання: продано 604.868 екз. (2011, з них по підписці — 260.000 екз); всього розповсюджено 620.317 екз. (2011)
- Читацька аудиторія — 5,58 млн.
- Головний редактор: Йорг Квоз (2013)
- Видавник Гельмут Маркворт
- Видавництво «Hubert Burda Media» (Німеччина)
- Поліграфічне оформлення — кольоровий, глянцевий, формат DIN A4

Має також мережну версію Focus-Online та телевізійну програму Focus-TV.